# Cottonwood (Alabama)
Cottonwood ist ein Ort im Houston County, Alabama, USA. Der Ort hat eine Gesamtfläche von 14,3 km². 2020 hatte Cottonwood 1048 Einwohner.

## Demographie
Nach der Volkszählung aus dem Jahr 2000 hatte Cottonwood 1170 Einwohner, die sich auf 485 Haushalte und 323 Familien verteilten. Die Bevölkerungsdichte betrug somit 82,1 Einwohner/km². 69,06 % der Bevölkerung waren weiß, 29,06 % afroamerikanisch. In 29,3 % der Haushalte lebten Kinder unter 18 Jahren. Das Durchschnittseinkommen eines Haushaltes betrug 21452 Dollar, wobei 27,2 % der Bevölkerung unterhalb der Armutsgrenze lebten.